# Provinz Chiriquí
Die Provinz Chiriquí liegt im Südwesten Panamas an der Grenze zu Costa Rica. Der wichtigste Grenzübergang zu Costa Rica, Paso Canoas, liegt ebenfalls in dieser Provinz. Die Panamericana verbindet den Grenzübergang mit Davíd, der nächsten großen Stadt. Im Jahr 2023 hatte sie 471.071 Einwohner auf einer Fläche von 6584 km².

## Bezirke
Die Provinz ist in 14 Bezirke (distritos) aufgeteilt (in Klammern die jeweilige Hauptstadt):
- Bezirk Alanje (Alanje)
- Bezirk Barú (Puerto Armuelles)
- Bezirk Boquerón (Boquerón)
- Bezirk Boquete (Bajo Boquete)
- Bezirk Bugaba (La Concepción)
- Bezirk Davíd (David)
- Bezirk Dolega (Dolega)
- Bezirk Gualaca (Gualaca)
- Bezirk Remedios (Remedios)
- Bezirk Renacimiento (Río Sereno)
- Bezirk San Félix (Las Lajas)
- Bezirk San Lorenzo (Horconcitos)
- Bezirk Tierras Altas (Volcán)
- Bezirk Tolé (Tolé)

## Geschichte
Bis zur Ankunft der spanischen Eroberer war Chiriquí von verschiedenen Indianerstämmen bewohnt (Changuinas, Zurias, Boquerones, Buricas, Doraces, Bugabas und Gualacas).
Der Spanier Gaspar de Espinosa entdeckte diese Region im Jahre 1519, die Größenfestlegung der Provinz erfolgte am 26. Mai 1849, in der Zeit in der das heutige Panama Teil Großkolumbiens war.

## Wirtschaft
Das größte wirtschaftliche Standbein dieser Provinz ist die Landwirtschaft, die hier den Großteil der in Panama erzeugten Lebensmittel entstehen lässt.

## Tourismus
Auch der Tourismus fasst Fuß in Chiriquí, die beliebtesten Ziele sind:
- Bajo Boquete, nicht groß, aber mittlerweile touristisch eine der relevantesten Städte in Panama, ein kleines Kaffeedorf im Norden von Chiriquí.
- Im Süden liegt der Meeres-Nationalpark Golf von Chiriquí, folgt man der Panamericana weiter nach Osten kommt man zu dem recht populären Stranddörfchen Las Lajas/San Felix.
- Die Playa Las Lajas ist einer der längsten Palmen-Sand-Strände Mittelamerikas. Langsam entdeckt auch der Tourismus diesen einzigartigen Strand.
- Der Volcán Barú befindet sich im Nationalpark Parque Nacional Vulcan Barú; er kann bestiegen werden. Er liegt in der Nähe von Bajo Boquete. Hier soll der Nationalvogel Panamas, der Quetzal, besonders oft gesichtet werden.
- Der Parque Internacional La Amistad reicht noch in den äußersten Norden Chiriquís hinein, liegt aber zu Großteilen in der Provinz Bocas del Toro und ist ein gemeinsamer Nationalpark Costa Ricas und Panamas.
- Die etwa 25 km südlich gelegene, aber unbewohnte Insel Coiba mit ihrem Nationalpark kann ebenfalls besichtigt werden.